# Einheitstensor
Ein Einheitstensor ist in der Kontinuumsmechanik die lineare Abbildung jedes Vektors auf sich selbst. Der Einheitstensor ist ein dimensionsloser Ein-Feld-Tensor, weil er die Vektoren aus einem euklidischen Vektorraum in denselben Vektorraum abbildet. Des Weiteren ist der Einheitstensor symmetrisch, orthogonal und unimodular. Die Koeffizienten des Einheitstensors zweiter Stufe werden Metrikkoeffizienten genannt.
Einheitstensoren treten in der Kontinuumsmechanik häufig auf. Der Einheitstensor zweiter Stufe kommt in den Verzerrungstensoren vor und der Einheitstensor vierter Stufe in vielen Materialmodellen (z. B. im Hookeschen Gesetz). Wegen seiner Wichtigkeit befasst sich dieser Artikel deshalb mit dem dreidimensionalen euklidischen Vektorraum und dem Einheitstensor zweiter Stufe. Nur im gleichnamigen Kapitel ist vom Einheitstensor vierter Stufe die Rede. Eine Verallgemeinerung auf Räume beliebiger endlicher Dimension ist in einfacher Weise möglich.

## Definition
Gegeben sei ein euklidischer Vektorraum {\displaystyle \mathbb {V} ^{3}} und die Menge der linearen Abbildungen {\displaystyle {\mathcal {L}}(\mathbb {V} ^{3},\mathbb {V} ^{3})} von {\displaystyle \mathbb {V} ^{3}} nach {\displaystyle \mathbb {V} ^{3}}. Dann ist der Einheitstensor {\displaystyle \mathbf {1} } definiert als
{\displaystyle {\begin{array}{ll}\mathbf {1} \in {\mathcal {L}}(\mathbb {V} ^{3},\mathbb {V} ^{3}):&\mathbb {V} ^{3}\rightarrow \mathbb {V} ^{3}\\&{\vec {v}}\mapsto {\vec {v}}\end{array}}}.

## Schreibweisen
Für den Einheitstensor werden die Schriftzeichen „1“, „I“ oder „E“ benutzt. Als Schriftauszeichnung wird der Buchstabe mit Doppelstrich ({\displaystyle \mathbb {I} }), Fettdruck ({\displaystyle \mathbf {1} }), Unter- ({\displaystyle {\underline {\underline {1}}}}) oder Überstreichung ({\displaystyle {\overline {\overline {1}}}}) benutzt. In Indexschreibweise stimmt dieser Einheitstensor mit dem Kronecker-Delta {\displaystyle \delta _{ij}} überein.
Tensoren vierter Stufe können mit der aufgesetzten vier gekennzeichnet werden, beispielsweise: {\displaystyle {\stackrel {4}{\mathbf {1} }}}.
In diesem Artikel wird {\displaystyle \mathbf {1} } für den Einheitstensor zweiter Stufe und {\displaystyle {\stackrel {4}{\mathbf {1} }}}  für den Einheitstensor vierter Stufe verwendet.

## Eigenschaften
Weil die Identität von Tensoren über die Bilinearform nachgewiesen werden kann, ist jeder Tensor {\displaystyle \mathbf {T} } für den gilt
{\displaystyle {\vec {u}},{\vec {v}}\in \mathbb {V} ^{3}\quad \rightarrow \quad {\vec {u}}\cdot \mathbf {T} \cdot {\vec {v}}={\vec {u}}\cdot {\vec {v}}}
identisch zum Einheitstensor. Wegen
{\displaystyle \mathbf {1} \cdot {\vec {v}}={\vec {v}}\quad \rightarrow \quad {\vec {v}}=\mathbf {1} ^{-1}\cdot {\vec {v}}}
ist der Einheitstensor gleich seiner Inversen und wegen
{\displaystyle {\vec {u}}\cdot \mathbf {1} \cdot {\vec {v}}=(\mathbf {1} ^{\top }\cdot {\vec {u}})\cdot {\vec {v}}={\vec {u}}\cdot {\vec {v}}\quad {\text{für alle}}\quad {\vec {u}},{\vec {v}}\in \mathbb {V} ^{3}}
ist der Einheitstensor zudem symmetrisch. Aus den letzten beiden Eigenschaften ergibt sich, dass der Einheitstensor auch orthogonal ist. Weil der Einheitstensor keinen Vektor spiegelt (in den negativen Vektor überführt) ist der Einheitstensor eigentlich orthogonal, weswegen er die „Drehung“ um 0° repräsentiert. Seine Determinante ist also gleich eins
{\displaystyle \mathrm {det} (\mathbf {1} )=1}
weswegen der Einheitstensor unimodular ist. Der Einheitstensor ist im Tensorprodukt "·" das Neutrale Element:
{\displaystyle \mathbf {A} \in {\mathcal {L}}(\mathbb {V} ^{3},\mathbb {V} ^{3})\quad \rightarrow \quad \mathbf {1\cdot A} =\mathbf {A\cdot 1} =\mathbf {A} }.
Das Frobenius-Skalarprodukt zweier Tensoren A und B wird mittels der Spur A : B := Sp(AT · B) gebildet. Das Skalarprodukt des Einheitstensors mit einem anderen Tensor zweiter Stufe  liefert somit dessen Spur:
{\displaystyle \mathbf {A} \in {\mathcal {L}}(\mathbb {V} ^{3},\mathbb {V} ^{3})\quad \rightarrow \quad \mathbf {1} :\mathbf {A} =\operatorname {Sp} (\mathbf {A} )}.

## Eigensystem
Aus den Eigenschaften des Einheitstensors leitet sich sofort ab, dass jeder Vektor Eigenvektor des Einheitstensors mit dem zugehörigen Eigenwert eins ist. Weil auch jeder Basisvektor {\displaystyle {\hat {v}}_{1,2,3}} einer beliebigen Orthonormalbasis des zugrunde liegenden Vektorraums Eigenvektor des Einheitstensors ist, können auch die Darstellungen
{\displaystyle \mathbf {1} =\sum _{i=1}^{3}{\hat {v}}_{i}\otimes {\hat {v}}_{i}=\sum _{i,j=1}^{3}\delta _{ij}{\hat {v}}_{i}\otimes {\hat {v}}_{j}}
benutzt werden. Darin bildet {\displaystyle \otimes } das  dyadische Produkt.

## Darstellungsweisen mit Basisvektoren
Bezüglich der Standardbasis {\displaystyle {\hat {e}}_{1,2,3}} wird der Einheitstensor als
{\displaystyle \mathbf {1} =\sum _{i=1}^{3}{\hat {e}}_{i}\otimes {\hat {e}}_{i}=\sum _{i,j=1}^{3}\delta _{ij}{\hat {e}}_{i}\otimes {\hat {e}}_{j}={\begin{pmatrix}1&0&0\\0&1&0\\0&0&1\end{pmatrix}}}
geschrieben, so dass er hier mit seiner Matrix-Notation übereinstimmt. Bei einer anderen Orthonormalbasis mit Basisvektoren {\displaystyle {\hat {v}}_{1,2,3}} kann er als
{\displaystyle \mathbf {1} =\sum _{i=1}^{3}{\hat {v}}_{i}\otimes {\hat {v}}_{i}=\sum _{i,j=1}^{3}\delta _{ij}{\hat {v}}_{i}\otimes {\hat {v}}_{j}={\begin{pmatrix}1&0&0\\0&1&0\\0&0&1\end{pmatrix}}_{{\hat {v}}_{i}\otimes {\hat {v}}_{j}}}
notiert werden. Ist {\displaystyle {\vec {g}}_{1,2,3}} eine beliebige Basis des Vektorraums und {\displaystyle {\vec {g}}^{1,2,3}} die dazu duale Basis, dann ist
{\displaystyle \mathbf {1} =\sum _{i=1}^{3}{\vec {g}}_{i}\otimes {\vec {g}}^{i}=\sum _{i=1}^{3}{\vec {g}}^{i}\otimes {\vec {g}}_{i}=\sum _{i,j=1}^{3}({\vec {g}}_{i}\cdot {\vec {g}}_{j}){\vec {g}}^{i}\otimes {\vec {g}}^{j}=\sum _{i,j=1}^{3}({\vec {g}}^{i}\cdot {\vec {g}}^{j}){\vec {g}}_{i}\otimes {\vec {g}}_{j}}.
Ist {\displaystyle {\vec {a}}_{1,2,3}} eine weitere beliebige Basis des Vektorraums und {\displaystyle {\vec {a}}^{1,2,3}} die dazu duale Basis, dann gilt die allgemeine Darstellung:
{\displaystyle {\begin{aligned}\mathbf {1} =&\sum _{i,j=1}^{3}({\vec {a}}_{i}\cdot {\vec {g}}_{j}){\vec {a}}^{i}\otimes {\vec {g}}^{j}=\sum _{i,j=1}^{3}({\vec {a}}^{i}\cdot {\vec {g}}^{j}){\vec {a}}_{i}\otimes {\vec {g}}_{j}\\=&\sum _{i,j=1}^{3}({\vec {a}}^{i}\cdot {\vec {g}}_{j}){\vec {a}}_{i}\otimes {\vec {g}}^{j}=\sum _{i,j=1}^{3}({\vec {a}}_{i}\cdot {\vec {g}}^{j}){\vec {a}}^{i}\otimes {\vec {g}}_{j}\end{aligned}}}.

## Invarianten
Die drei Hauptinvarianten des Einheitstensors sind
{\displaystyle {\begin{array}{lll}\mathrm {I} _{1}&:=\operatorname {Sp} (\mathbf {1} )&=3\;,\\\mathrm {I} _{2}&:={\frac {1}{2}}(\operatorname {Sp} {(\mathbf {1} )}^{2}-\operatorname {Sp} (\mathbf {1} ^{2}))&=3\;,\\\mathrm {I} _{3}&:=\mathrm {det} (\mathbf {1} )&=1\;.\end{array}}}
Wegen {\displaystyle \mathbf {1} =\mathbf {1\cdot 1} } sind dies auch die Hauptinvarianten der n-ten Potenzen des Einheitstensors. Die Spur des Einheitstensors ist gleich der Dimension des zugrunde gelegten Vektorraums.
Der Betrag des Einheitstensors ist die Wurzel aus der Dimension des Vektorraums:
{\displaystyle \left\|\mathbf {1} \right\|:={\sqrt {\operatorname {Sp} (\mathbf {1^{\top }\cdot 1} )}}={\sqrt {\operatorname {Sp} (\mathbf {1} )}}={\sqrt {3}}}.
Die Eigenwerte (hier alle gleich eins) sind ebenfalls invariant.

## Metrikkoeffizienten
Der Abstand zweier Punkte mit den Ortsvektoren
{\displaystyle {\vec {u}}=\sum _{i=1}^{3}u^{i}{\vec {g}}_{i}\quad {\text{und}}\quad {\vec {v}}=\sum _{i=1}^{3}v^{i}{\vec {g}}_{i}}
mit Koordinaten {\displaystyle u^{i}} und {\displaystyle v^{i}} bezüglich eines beliebigen schiefwinkligen Basissystems {\displaystyle {\vec {g}}_{1,2,3}} berechnet sich mit der Skalarproduktnorm zu
{\displaystyle {\begin{aligned}|{\vec {u}}-{\vec {v}}|:=&{\sqrt {({\vec {u}}-{\vec {v}})\cdot ({\vec {u}}-{\vec {v}})}}={\sqrt {\sum _{i,j=1}^{3}(u^{i}-v^{i}){\vec {g}}_{i}\cdot (u^{j}-v^{j}){\vec {g}}_{j}}}\\=&{\sqrt {\sum _{i,j=1}^{3}({\vec {g}}_{i}\cdot {\vec {g}}_{j})(u^{i}-v^{i})(u^{j}-v^{j})}}\end{aligned}}}.
Das heißt, dass die Produkte der Koeffizienten {\displaystyle u^{i}-v^{i}} des Koordinatenvektors des Abstandsvektors {\displaystyle {\vec {u}}-{\vec {v}}} im Skalarprodukt mit den Koeffizienten {\displaystyle {\vec {g}}_{i}\cdot {\vec {g}}_{j}} gewichtet werden. In der Darstellung
{\displaystyle \mathbf {1} =\sum _{i,j=1}^{3}({\vec {g}}_{i}\cdot {\vec {g}}_{j}){\vec {g}}^{i}\otimes {\vec {g}}^{j}}
werden die Koeffizienten {\displaystyle {\vec {g}}_{i}\cdot {\vec {g}}_{j}} deshalb Metrikkoeffizienten genannt, weil mit der Skalarproduktnorm die Metrik des Vektorraums vorgegeben ist. Sind die Basisvektoren {\displaystyle {\vec {g}}_{1,2,3}} kovariant (Tangentenvektoren an das krummlinige Koordinatensystem) dann sind die Skalarprodukte {\displaystyle {\vec {g}}_{i}\cdot {\vec {g}}_{j}} die kovarianten Metrikkoeffizienten. Entsprechend sind dann die Koeffizienten {\displaystyle {\vec {g}}^{i}\cdot {\vec {g}}^{j}} die kontravarianten Metrikkoeffizienten.

## Einheitstensor vierter Stufe
Der Einheitstensor vierter Stufe bildet Tensoren zweiter Stufe auf sich selbst ab. Sind die Tensoren zweiter Stufe {\displaystyle \lbrace \mathbf {E} _{m}\rbrace _{m=1,9}} die Standardbasis des Raums {\displaystyle {\mathcal {L}}(\mathbb {V} ^{3},\mathbb {V} ^{3})} der Tensoren zweiter Stufe, dann ist
{\displaystyle {\stackrel {4}{\mathbf {1} }}:=\sum _{m=1}^{9}\mathbf {E} _{m}\otimes \mathbf {E} _{m}}
der Einheitstensor vierter Stufe. Wird
{\displaystyle \mathbf {E} _{m}:={\vec {e}}_{i}\otimes {\vec {e}}_{j},\quad i,j=1,2,3,\;m=3(i-1)+j}
definiert, kann wie üblich auch
{\displaystyle {\stackrel {4}{\mathbf {1} }}:=\sum _{i,j=1}^{3}{\vec {e}}_{i}\otimes {\vec {e}}_{j}\otimes {\vec {e}}_{i}\otimes {\vec {e}}_{j}=\sum _{i,j,k,l=1}^{3}\delta _{ik}\delta _{jl}{\vec {e}}_{i}\otimes {\vec {e}}_{j}\otimes {\vec {e}}_{k}\otimes {\vec {e}}_{l}}
geschrieben werden. Ist {\displaystyle \lbrace \mathbf {G} _{m}\rbrace _{m={1,9}}} eine beliebige Basis des Raums {\displaystyle {\mathcal {L}}(\mathbb {V} ^{3},\mathbb {V} ^{3})} und {\displaystyle \lbrace \mathbf {G} ^{n}\rbrace _{n={1,9}}} die dazu duale Basis, dann gilt
{\displaystyle {\begin{aligned}{\stackrel {4}{\mathbf {1} }}=&\sum _{m=1}^{9}\mathbf {G} _{m}\otimes \mathbf {G} ^{m}=\sum _{m=1}^{9}\mathbf {G} ^{m}\otimes \mathbf {G} _{m}\\=&\sum _{m,n=1}^{9}(\mathbf {G} ^{m}\cdot \mathbf {G} ^{n})\mathbf {G} _{m}\otimes \mathbf {G} _{n}=\sum _{m,n=1}^{9}(\mathbf {G} _{m}\cdot \mathbf {G} _{n})\mathbf {G} ^{m}\otimes \mathbf {G} ^{n}\end{aligned}}}
oder mit
{\displaystyle \mathbf {G} _{m}={\vec {a}}_{i}\otimes {\vec {g}}_{j},\quad i,j=1,2,3,\;m=3(i-1)+j}
{\displaystyle \mathbf {G} ^{n}={\vec {a}}^{k}\otimes {\vec {g}}^{l},\quad k,l=1,2,3,\;n=3(k-1)+l}
in der üblichen Schreibweise:
{\displaystyle {\begin{array}{rcl}{\stackrel {4}{\mathbf {1} }}&=&\displaystyle \sum _{i,j=1}^{3}{\vec {a}}_{i}\otimes {\vec {g}}_{j}\otimes {\vec {a}}^{i}\otimes {\vec {g}}^{j}=\sum _{i,j=1}^{3}{\vec {a}}^{i}\otimes {\vec {g}}^{j}\otimes {\vec {a}}_{i}\otimes {\vec {g}}_{j}\\&=&\displaystyle \sum _{i,j,k,l=1}^{3}({\vec {a}}^{i}\cdot {\vec {a}}^{k})({\vec {g}}^{j}\cdot {\vec {g}}^{l}){\vec {a}}_{i}\otimes {\vec {g}}_{j}\otimes {\vec {a}}_{k}\otimes {\vec {g}}_{l}\\&=&\displaystyle \sum _{i,j,k,l=1}^{3}({\vec {a}}_{i}\cdot {\vec {a}}_{k})({\vec {g}}_{j}\cdot {\vec {g}}_{l}){\vec {a}}^{i}\otimes {\vec {g}}^{j}\otimes {\vec {a}}^{k}\otimes {\vec {g}}^{l}\end{array}}}.

## Beispiel
Die Vektoren
{\displaystyle {\vec {a}}_{1}={\begin{pmatrix}2\\3\\1\end{pmatrix}},\;{\vec {a}}_{2}={\begin{pmatrix}3\\-1\\2\end{pmatrix}},\;{\vec {a}}_{3}={\begin{pmatrix}-3\\0\\-2\end{pmatrix}}}
bilden eine Basis im {\displaystyle \mathbb {V} ^{3}} und ihre duale Basis ist
{\displaystyle {\vec {a}}^{1}={\begin{pmatrix}2\\0\\-3\end{pmatrix}},\;{\vec {a}}^{2}={\begin{pmatrix}6\\-1\\-9\end{pmatrix}},\;{\vec {a}}^{3}={\begin{pmatrix}7\\-1\\-11\end{pmatrix}}}.
Damit bekommt man
{\displaystyle {\begin{array}{rcl}\mathbf {1} &=&\displaystyle \sum _{i=1}^{3}{\vec {a}}_{i}\otimes {\vec {a}}^{i}\\&=&{\begin{pmatrix}2\\3\\1\end{pmatrix}}\otimes {\begin{pmatrix}2\\0\\-3\end{pmatrix}}+{\begin{pmatrix}3\\-1\\2\end{pmatrix}}\otimes {\begin{pmatrix}6\\-1\\-9\end{pmatrix}}+{\begin{pmatrix}-3\\0\\-2\end{pmatrix}}\otimes {\begin{pmatrix}7\\-1\\-11\end{pmatrix}}\\&=&{\begin{pmatrix}4&0&-6\\6&0&-9\\2&0&-3\end{pmatrix}}+{\begin{pmatrix}18&-3&-27\\-6&1&9\\12&-2&-18\end{pmatrix}}+{\begin{pmatrix}-21&3&33\\0&0&0\\-14&2&22\end{pmatrix}}\\&=&{\begin{pmatrix}1&0&0\\0&1&0\\0&0&1\end{pmatrix}}\end{array}}}